# Интеркосмос-7
«Интеркосмос-7» (заводское обозначение ДС-У3-ИК-3) — советский космический аппарат, построенный и запущенный по программе международных научных исследований «Интеркосмос». Третий аппарат этой программы, предназначенный для наблюдения и исследования процессов на Солнце в ультрафиолетовом и рентгеновском диапазоне. На спутнике была установлена научная аппаратура, созданная в СССР, ГДР и ЧССР.

## Конструкция
Спутник «Интеркосмос-7», как и предыдущие спутники серии «Интеркосмос», предназначенные для изучения Солнца, был построен на платформе ДС-У3, созданной в ОКБ-586 (впоследствии — «КБ Южное»). Спутник массой 301 кг представлял собой герметичный цилиндр c двумя полусферическими крышками, на котором закреплены 8 панелей солнечных батарей, раскрывающихся в полёте таким образом, чтобы не перекрывать друг друга. Ещё 8 малых неподвижных солнечных панелей были установлены на передней части корпуса, обращённой во время полёта на Солнце. Также на передней части корпуса устанавливались датчики и приборы научной аппаратуры. В средней цилиндрической части размещался радиотехнический комплекс, в состав которого входила новая 8-ми канальная система телеметрии, а также система терморегуляции и другие служебные системы. В задней части аппарата находилась система энергоснабжения с заряжающимися от солнечных батарей буферными серебряно-цинковыми аккумуляторами и маховик активной системы ориентации, обеспечивающей постоянное направление передней части спутника на Солнце. Для начальной ориентации после выхода из тени и разгрузки маховика использовались расположенные на корпусе реактивные двигатели, работавшие на сжатом газе.

## Полезная нагрузка
Целью полёта спутника было исследование излучения Солнца, в том числе в ультрафиолетовом и рентгеновском диапазоне, недоступных при наблюдениях с Земли, и влияние этого излучения на структуру верхней атмосферы. Состав научной аппаратуры, составлявшей полезную нагрузку спутника с суммарной массой 35,5 кг, включал:
- Рентгеновский фотометр для патрулирования рентгеновского излучения Солнца (ЧССР),
- Фотометр для патрулирования солнечного излучения в линии водорода Лайман-α и области Шумана-Рунге[англ.] (длина волны 1370 - 1470 Å) (ГДР),
- Оптический фотометр для исследования излучения Солнца видимом диапазоне (длина волны 4500 и 6100 Å) (ЧССР),
- Рентгеновский спектрогелиограф для получения монохроматических рентгеновских гелиограмм (СССР),
- Рентгеновский поляриметр для измерения поляризации рентгеновского излучения солнечных вспышек (СССР),
- Специальный передатчик для синхронизации измерений научной аппаратурой спутника и средствами наземных измерительных пунктов (ГДР, СССР).

## Программа полёта
Запуск «Интеркосмоса-7» был осуществлён 30 июня 1972 года с полигона Капустин Яр ракетой-носителем Космос-2. Спутник был выведен на околоземную орбиту с апогеем 668 км, перигеем 263 км, наклонением 48,4° и периодом обращения 92,6 мин. В международном каталоге COSPAR спутник получил идентификатор 1972-047A.
В ходе полёта спутника были получены следующие научные результаты:
- данные о динамике и рентгеновских спектрах мощных протонных вспышек на Солнце,
- изучены динамика, спектр и поляризация рентгеновского излучения Солнца,
- исследованы плотность и состав верхней атмосферы Земли,
- измерено содержание аэрозолей в верхних слоях атмосферы Земли.

«Интеркосмос-7» работал на орбите до октября 1972 года, после чего вошёл в атмосферу и прекратил своё существование. Исследования Солнца по программе «Интеркосмос» были продолжены на спутниках «Интеркосмос-11» и «Интеркосмос-16».